# Навої (місто)
Навої (узб. Navoiy, Навоий) — місто в центральній частині Узбекистану, центр Навоїйського вілояту. Населення становить 128 900 осіб. Місто назване на честь видатного узбецького поета Алішера Навої.

## Географія
Місто розташоване в долині річки Зерафшан, за 100 км на північний схід від Бухари і за 360 км на південний захід від Ташкента (433 км автомобільними шляхами М37 та М39).

## Історія
Місто  входило до складу Голодностепської області РРФСР. У 1956 році Голодностепська (нині Навоїйська і Джизацька області Узбекистану) область була передана до складу Узбекистану.
У 1958 році в районі селища Керміне під час будівництва гірничо-металургійного комбінату було засноване нове місто — Навої.

## Населення
| 1939  | 1959   | 1970   | 1979   | 1989    | 1999    | 2007    | 2009    | 2010    | 2014    |
| ----- | ------ | ------ | ------ | ------- | ------- | ------- | ------- | ------- | ------- |
| 3 000 | 10 000 | 61 000 | 84 300 | 107 000 | 117 600 | 125 800 | 128 900 | 131 000 | 134 100 |

Основний національний склад:
- узбеки — 73,2%;
- росіяни — 16,5%;
- казахи — 1,3%
- інші національності — 9%.

## Промисловість
У місті розташовані: 
- Державне підприємство Навоїйський гірничо-металургійний комбінат (НГМК) — золотодобування і переробка. Спочатку комбінат створювався виключно як урановий, орієнтований на потреби військово-промислового комплексу. У 1965 році було засновано інший центр комбінату у Зарафшані. Перший золотий злиток на комбінаті був виплавлений у 1970 році, пізніше було налагоджено також виробництво срібла.
- Виробниче об'єднання «Навоїазот»;
- Машинобудівний завод НМЗ [Архівовано 13 квітня 2021 у Wayback Machine.];
- Електрохімічний;
- Цементний завод;
- Бавовноочисний завод;
- Підприємства харчової промисловості;
- ДРЕС.

## Відомі люди
- Діанська Наталія Євгеніївна (нар.. 1989) — російська волейболістка, центральна блокуюча, майстер спорту міжнародного класу.